# Министерство обороны Финляндии
Министерство обороны Финляндии (фин. Suomen puolustusministeriö, швед. Försvarsministeriet) — министерство, глава которого несёт ответственность за управление национальной обороной Финляндии, а министр является членом финского Государственного совета. Штаб-квартира министерства находится в Хельсинки. С 20 июня 2023 года министром обороны является Антти Хяккянен.
С июня по ноябрь 1918 года пост ведомства назывался начальником военного ведомства, и с тех пор до 1922 года пост назывался военным министром.
Президент Республики является Верховным начальником финских сил обороны. Командующий вооруженными силами является Начальником штаба обороны.